# Engarandus Juvenis
Engarandus Juvenis (fl. 1480-1490) (...) è stato un compositore presumibilmente francese, vissuto nella seconda metà del XV secolo.
Le sue tre opere note sono contenute in un unico codice conservato alla cistercense abbazia di Staffarda. Fu il primo compositore a musicare un Requiem polifonico completo di Dies Irae.

## Biografia
Non rimane nessun riferimento biografico del compositore. L'epiteto juvenis suggerisce un legame con un precedente Engarandus (in francese Enquerrand, ma non vi sono informazioni su altri compositori con questo nome. Della generazione precedente sono noti il cronista Enguerrand de Monstrelet (c. 1400-1453) attivo in Borgogna e il pittore Enguerrand Quarton (c. 1412-1466) di Laon in Provenza, che potrebbe avere con il compositore un legame, che però è solo ipotetico. Il fatto che non si conoscano altre sue opere suggerisce che fosse un compositore locale o localmente noto all'epoca di origine del Codice di Staffarda, ma l'esatta origine di questo codice è parimenti ignota: si sa solo che fu compilato in area piemontese negli ultimi anni del XV secolo, ma non si sa come arrivasse all'abbazia di Staffarda. La presenza nel codice di tredici composizioni profane può farlo ritenere destinato a una corte aristocratica piuttosto che all'abbazia o a una cattedrale, quindi si può immaginare un legame tra Engarandus e una cappella ducale della zona, come quella del marchesato di Saluzzo sotto Ludovico I (morto nel 1475) o Ludovico II (morto nel 1504). Un'incisione della Messa fu realizzata nel 1995 dal coro Daltrocanto diretto da Dario Tabbia e pubblicata dalla casa discografica Opus111.